# Slapy (ort i Tjeckien, Mellersta Böhmen)
Slapy är en ort i Tjeckien.   Den ligger i distriktet Praha-západ och regionen Mellersta Böhmen, i den centrala delen av landet, 30 km söder om huvudstaden Prag. Slapy ligger 359 meter över havet och antalet invånare är 648.